# Pobedino (Sachalin)
Pobedino (russisch Победино) ist ein Dorf (selo) in der Oblast Sachalin im Fernen Osten Russlands mit 1144 Einwohnern (Stand 2013).

## Geographie
Das Dorf liegt auf der Insel Sachalin, etwa 320 Kilometer (Luftlinie) nördlich der Oblasthauptstadt Juschno-Sachalinsk. Der Ort gehört zum Rajon Smirnych, dessen Verwaltungszentrum, die Siedlung städtischen Typs Smirnych, 10 Kilometer entfernt in südwestlicher Richtung liegt.
Pobedino liegt am Fluss Pobedinka, einem Nebenfluss von Poronai.

## Geschichte
Der Ort gehörte unter dem Namen Koton von 1905 bis 1945 zur Präfektur Karafuto, als Sachalin nach dem Vertrag von Portsmouth, der den Russisch-Japanischen Krieg 1904–1905 beendete, zu Japan gehörte. Im Ergebnis des Zweiten Weltkriegs kam die Stadt zur Sowjetunion und erhielt am 15. Oktober 1947 den heutigen Namen, zu Ehren des Sieges über Japan.

## Bevölkerungsentwicklung
| Jahr | Einwohner |
| ---- | --------- |
| 2002 | 1390      |
| 2010 | 1182      |
| 2013 | 1144      |

## Wirtschaft und Infrastruktur

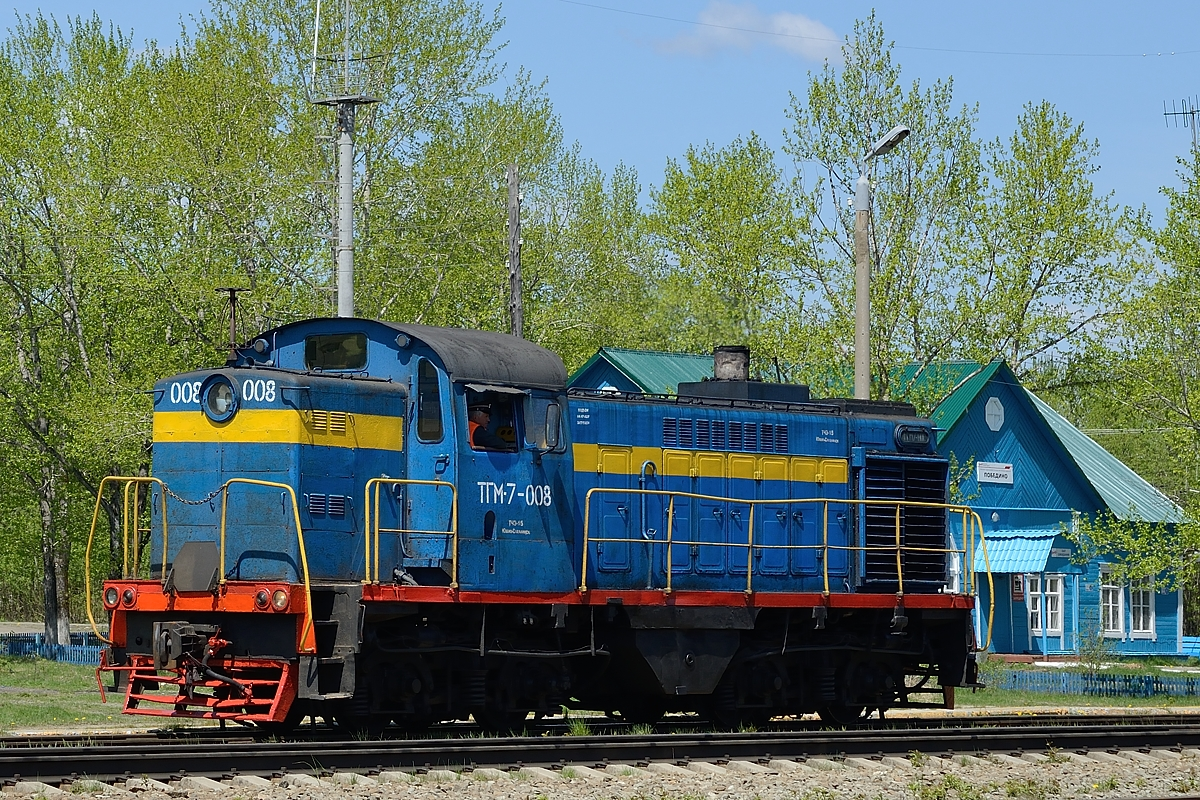
Station Pobedino

Pobedino liegt am Streckennetz der Sachalinskaja schelesnaja doroga bzw. Dalnewostotschnaja schelesnaja doroga (Station Pobedino-Sachalinskoje).
Der Ort hat eine Schule, einen Kindergarten, ein Kulturhaus und eine Bibliothek.

## Persönlichkeiten
- Juri Saizew (1951–2022), Gewichtheber